# Culicoides huambensis
Culicoides huambensis är en tvåvingeart som först beskrevs av Caeiro 1961.  Culicoides huambensis ingår i släktet Culicoides och familjen svidknott.
Artens utbredningsområde är Angola. Inga underarter finns listade i Catalogue of Life.